# Ralph Neville

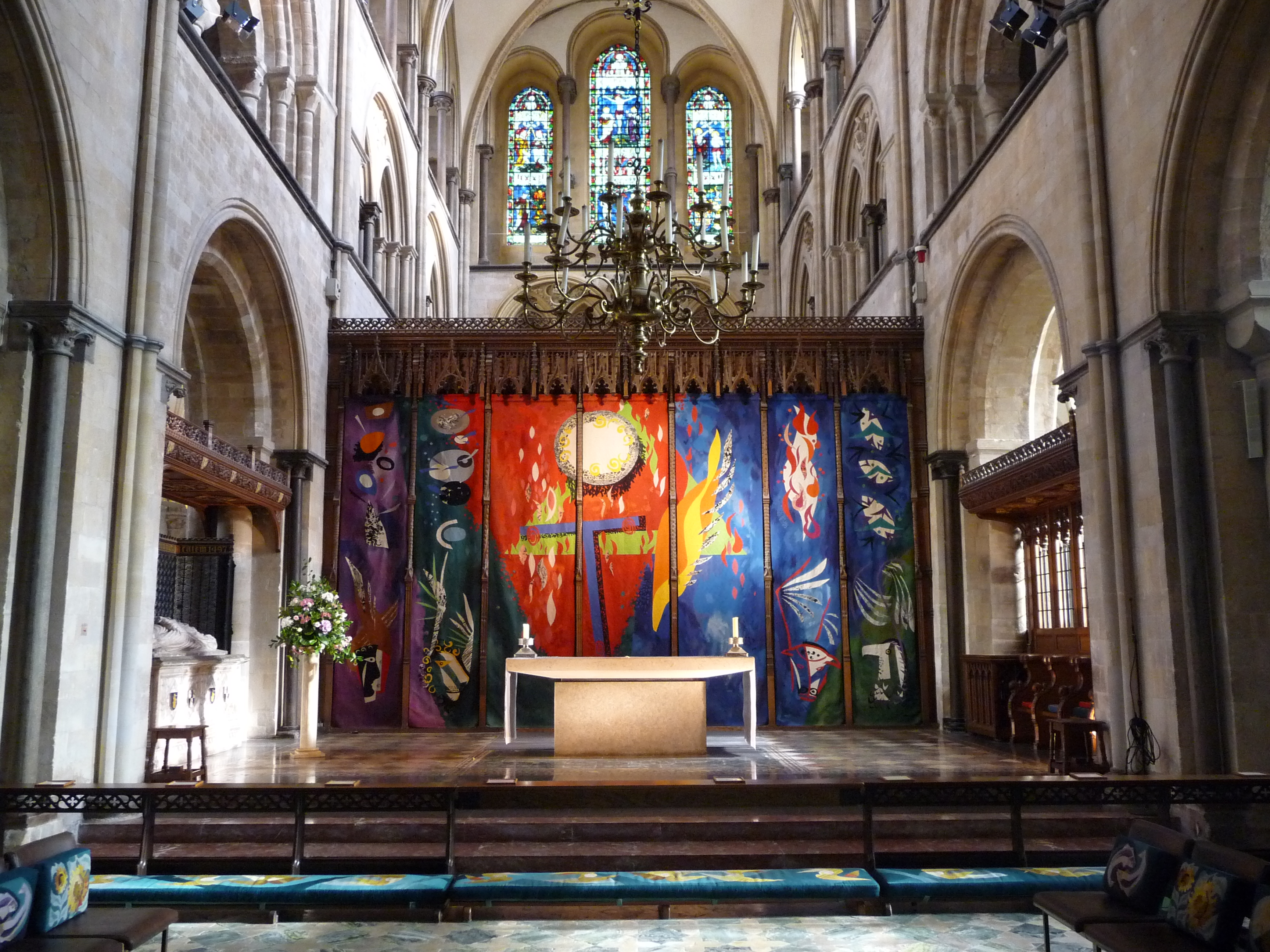
Ralph Neville foi enterrado atrás do altar-mor na Catedral de Chichester

Ralph Neville (ou Ralf Nevill ou Ralph de Neville; falecido em 1244) foi um clérigo e político medieval que serviu como Bispo de Chichester e Lord Chancellor da Inglaterra.
Neville aparece pela primeira vez no registo histórico em 1207 a serviço do rei João, e permaneceu no serviço real pelo resto da sua vida. Em 1213 Neville era o responsável pelo Grande Selo da Inglaterra, embora não tenha sido nomeado chanceler, o cargo responsável pelo selo, até 1226. Em 1222 foi recompensado com o bispado de Chichester. Embora também tenha sido brevemente Arcebispo eleito da Cantuária e Bispo eleito de Winchester, ambas as eleições foram anuladas e ele não ocupou nenhum cargo.
Como responsável do selo e, posteriormente, como chanceler, Neville ficou conhecido pela sua imparcialidade e supervisionou várias mudanças na maneira como a chancelaria trabalhava. Neville foi privado do Grande Selo em 1238 após um desentendimento com o rei Henrique III, contudo continuou a deter o título de chanceler até à sua morte. Faleceu no seu palácio em Londres, construído numa rua mais tarde renomeada Chancery Lane devido à sua conexão com a chancelaria.

## Início de vida
Neville, que era ilegítimo, tinha pelo menos três irmãos: Nicholas de Neville, um cónego da Catedral de Chichester, William de Neville, tesoureiro da sé de Chichester, e Robert de Neville, titular de uma prebenda em Chichester. A identidade do seu pai é desconhecida, mas outro provável irmão era Roger, que possuía terras em Lincolnshire. Robert tornou-se Chanceler do Tesouro, e Nicholas um barão do Tesouro. Ralph Neville também estava relacionado com Hugh de Neville, o chefe florestal do rei João da Inglaterra.
Neville era um funcionário real do rei João na primavera de 1207, e em dezembro daquele ano estava no Castelo de Marlborough em negócios reais. Referências anteriores a um Ralph Neville que em 1207 entregou itens a Hugh de Neville, ou a Ralph Neville que era o mesmo capelão de Hugh de Neville, podem ser sobre o futuro bispo, mas a evidência é inconclusiva. Hugh de Neville e Neville trabalharam posteriormente juntos e trocaram correspondência sobre negócios e assuntos pessoais. Ambos os homens reivindicaram o outro como um parente.
As actividades de Neville durante os anos imediatamente após 1207 são desconhecidas, devido à falta de registos reais, mas em dezembro de 1213 ficou responsável pelo Grande Selo do reino. Ele foi decano de Lichfield a 11 de abril de 1214, momento em que teve uma prebenda na diocese de Londres. Neville foi nomeado para a chancelaria real por volta de 1214, em grande parte através do patrocínio de Peter des Roches, o bispo de Winchester e um dos favoritos do rei. De março a outubro de 1214, Neville esteve em França com o rei. Após o regresso do rei a Inglaterra depois de 1214, Neville permaneceu no serviço real até pelo menos maio de 1216, embora sem deter o Grande Selo. As suas atividades durante o período final do reinado de João antes da morte súbita do rei em outubro de 1216 são desconhecidas.

## Serviço real e bispo de Chichester
Neville foi o guardião do selo real sob o novo rei, Henrique III (r. 1216–1272), a partir de 6 de novembro de 1218. Ele estava na corte real desde maio de 1218 e recebeu a responsabilidade pelo selo assim que foi feito. Um dos primeiros documentos posteriormente selados foi uma declaração de que nenhuma carta ou outros direitos seriam concedidos em perpetuidade até que Henrique atingisse a sua maioridade. Neville também foi vice-chanceler da Inglaterra sob a chancelaria de Richard Marsh, que havia sido eleito bispo de Durham em 1217 e passava a maioria do seu tempo a cuidar de assuntos eclesiásticos na sua diocese do norte. Na verdade, se não no nome, Neville era responsável por todos os deveres da chancelaria, e exercia a maior parte do poder desse cargo, embora Marsh continuasse a manter o título de chanceler até à sua morte em 1226. Quando a instabilidade ameaçou o governo real em maio e junho de 1219, Neville foi ordenado por Pandulf, o legado papal, a permanecer em Londres com o Grande Selo enquanto um conselho real era realizado em Gloucester. O conselho resultou no governo real a ficar sob o controlo de Hubert de Burgh, o Justiciário, Pandulf, e Peter des Roches, o bispo de Winchester.
Neville recebeu uma dispensa papal pela sua ilegitimidade no dia 25 de janeiro de 1220, por recomendação do rei, Stephen Langton, o arcebispo de Canterbury, outros bispos e o legado papal, o Cardeal Guala Bicchieri, todos os quais testemunharam a sua boa reputação e carácter. No final de outubro foi nomeado chanceler da sé de Chichester, mas foi eleito bispo de Chichester por volta de 1 de novembro de 1222. Ele recebeu o controlo das temporalidades do bispado a 3 de novembro de 1222 e foi consagrado a 21 de abril de 1224. Em abril de 1223, Neville foi ordenado pelo Papa Honório III a deixar o Grande Selo sob a indicação do judiciário ou outros membros do conselho minoritário, mas em vez disso fazê-lo apenas por ordem do rei, essencialmente acabando com a minoria real. Ainda assim não deixou até dezembro de 1223 e, mesmo assim, como o rei ainda não havia sido oficialmente declarado maior de idade, a proibição de concessões sem prazo fixo permaneceu em vigor.

## Lorde Chanceler
Neville foi nomeado Lorde Chanceler da Inglaterra no dia 17 de maio de 1226. A nomeação foi feita pelo grande conselho durante a menoridade do rei Henrique III, e Neville obteve uma concessão vitalícia do cargo. Ao contrário de Hubert de Burgh, que perdeu os seus cargos quando Henrique III atingiu a maioridade e assumiu o controlo do governo, Neville permaneceu como chanceler com apenas pequenas divergências até 1928, embora uma confirmação da natureza vitalícia tenha sido feita em 1232. Sob Neville, começaram a surgir os primeiros sinais de que a chancelaria estava a se tornar em um departamento do governo, e não apenas um departamento real que fazia parte da casa real. O escritor contemporâneo Mateus de Paris elogiou Nevilleelar por suas ações como chanceler, alegando que tratava a todos por igual e era transparente no cumprimento dos seus deveres, o que era importante, pois o gabinete do chanceler controlava o acesso ao rei. Neville supervisionou uma série de mudanças nos procedimentos da chancelaria, separando os rolos de liberação das cartas fechadas em 1226, trazendo de volta a manutenção dos rolos da carta em 1227. Ele também emitiu mandatos através da sua própria autoridade, os chamados mandatos de cursu. Neville recebeu uma série de presentes e privilégios do rei enquanto chanceler, incluindo o direito de isenção da apreensão dos seus bens por qualquer oficial real ou secular. O rei também concordou em não interferir na execução do testamento de Neville.
Cartas sobreviventes do precentor da Catedral de Chichester imploram ao bispo que venha a Chichester durante a Páscoa para celebrar a Missa de Páscoa e lidar com questões urgentes na diocese. Os deveres de Neville como chanceler impediram-no de cuidar de muitos dos negócios da sua diocese, mas Neville encarregou clérigos para administrar os escritórios eclesiásticos da sua diocese e, em geral, o seu relacionamento com o capítulo da catedral parece ter sido bom. Ele empregou um professor de teologia para a sua catedral e apoiou alunos em escolas em Lincoln, Oxford e Douai. Neville trabalhou para proteger os direitos, terras e privilégios da sua diocese e o capítulo da catedral da invasão de outros, tanto seculares quanto clericais. Numa ocasião, ameaçou excomungar o conde de Arundel ou os homens do conde por caçar em terras que o bispo considerava suas.
Neville foi eleito Arcebispo de Cantuária por volta de 24 de setembro de 1231 pelos monges de Cantuária, mas a sua eleição foi anulada no início de 1232 pelo Papa Gregório IX, sob a alegação de que Neville era illiteratus ou analfabeto, embora tenha sido considerado literato em 1214 quando nomeado reitor; literatus neste sentido significava "aprendido" em vez de "alfabetizado". Outras preocupações eram que Simon Langton, o arquidiácono de Canterbury, descreveu Neville como um cortesão em vez de um verdadeiro padre, e afirmou que o objetivo de Neville era libertar a Inglaterra dos seus laços feudais com o papado.
Além dos seus deveres de chancelaria, Neville ocasionalmente reunia-se com os barões do erário ou com os juízes reais, e tinha um papel na nomeação de juízes reais. Em 1230 foi regente da Inglaterra enquanto Henrique esteve ausente na França, período em que se encontrou com Llywelyn, o Grande, numa tentativa frustrada de negociar um acordo que resolveria as disputas entre ingleses e galeses. Em 1232 durante os eventos que cercaram a queda de De Burgh, Neville, juntamente com Ranulfo, o Conde de Chester, pediu que De Burgh não fosse arrastado do santuário para enfrentar as acusações reais contra ele. Os apelos de Neville prevaleceram durante algum tempo, mas eventualmente De Burgh foi retirado do santuário.
O rei tentou privar Neville da chancelaria em 1236, algo a que o bispo rebateu alegando que, como havia sido nomeado durante a minoria real com o consentimento do grande conselho, apenas o conselho poderia demiti-lo. Em 1238, o capítulo da catedral da sé de Winchester elegeu como bispo de Winchester primeiro William de Raley em oposição à escolha do rei de William, o bispo de Valence, e quando essa eleição foi anulada, eles elegeram Neville. A sua eleição para Winchester foi anulada em 1239, levando a uma disputa com Henrique III. Valence era tio de Leonor da Provença, com quem Henrique se casou em 1236. Valence ganhou rapidamente muita influência com o rei e esforçou-se para eliminar os funcionários reais mais antigos e instituir reformas na administração real. Isso, juntamente com a disputada eleição para Winchester, foi a causa da queda de Neville. Embora Henrique tenha privado Neville do Grande Selo de 1238 a 1242, Neville manteve o título de chanceler até à sua morte, dando-lhe assim direito às receitas que normalmente receberia do cargo. O próprio Grande Selo foi mantido por vários oficiais menores, provavelmente para permitir a Henrique maior controlo sobre o seu uso, impedindo o estabelecimento de outro oficial poderoso que pudesse interferir nos seus planos.
Em 1239, Neville poderá ter recebido novamente o Grande Selo, que ele recusou. Em maio de 1242, Neville foi mais uma vez responsável pelo Selo enquanto Henrique esteve na França, uma responsabilidade aparentemente compartilhada com o regente. Após o retorno do rei em setembro de 1243, Neville selou alguns documentos com o Grande Selo até à sua morte alguns meses depois.

## Falecimento e escritos
Neville faleceu entre 1 e 4 de fevereiro de 1244 no palácio que havia construído em Londres na então New Street, posteriormente renomeada Chancery Lane por ser Lord Chancellor. Ele foi enterrado na Catedral de Chichester, atrás do altar-mor. Após a morte de Neville, Matthew Paris descreveu-o como "um homem louvável em todas as coisas e um pilar de fidelidade nos negócios do reino e do rei". Algumas das disposições do seu testamento são conhecidas: deixou algumas joias e pedras preciosas para o rei, algumas das suas terras foram dadas aos seus sucessores como bispo, e outras terras e objectos foram legados ao capítulo da catedral em Chichester. Neville também doou uma distribuição de pão aos moradores pobres de Chichester, um presente que continuou até ao século XX. Neville também dotou uma capela perto de Chichester com dois clérigos para orar pela alma do rei João.
Muitas das cartas de Neville sobreviveram até aos dias de hoje, tendo sido reunidas por ele durante a sua vida. Elas estão actualmente nos Arquivos Nacionais do Reino Unido, tendo anteriormente feito parte do Public Record Office. As cartas foram publicadas no volume 3 das Coleções Arqueológicas de Sussex em 1850, tendo sido editadas por William Henry Blaauw. Neville foi fundamental na promoção da carreira do seu irmão William, mas não-parentes também beneficiaram do seu patrocínio: um dos funcionários de Neville, Silvester de Everdon, foi membro da chancelaria até 1246, quando foi escolhido como Bispo de Carlisle.